# 앙드레 바쟁
앙드레 바쟁(André Bazin, 1918년 4월 18일 ~ 1958년 11월 11일)은 프랑스의 영화 평론가이자 영화 이론가이다.
1943년부터 영화에 관한 글을 쓰기 시작하였고 1951년에는 자크 도니올발크로즈, 조제프마리 로두카와 함께 영화 잡지 《카예 뒤 시네마》를 창간하였다.
처음에는 교직에 뜻을 두고 오드센주의 생 크루 사범학교에 입학하나 1941년 교직 자격의 취득에 실패하고 문화·비평 활동으로 방향을 선회한다.
영화 만년필 설을 설파하며, 영화를 '제8의 예술'로 등극시킨 누벨바그의 아버지로 불린다. 그의 추종자로는 프랑스와 트뤼포와 장뤽고다르, 에릭 로메르로 프랑스 영화운동을 전 세계적인 붐으로 발전시켰다.

## 생애
바쟁은 1918년 프랑스의 앙제에서 태어났다. 1958년 백혈병으로 40세의 나이에 사망하였다. 전세계에서 가장 권위있는 영화비평지로 평가되는 <까이에 뒤 씨네마(Cahiers du Cinema)>를 창간했다.

## 사상
'몽타주(montage)'로 대변되는 형식주의적 영화 이론에 반하는 '리얼리즘(realism)' 영화 이론을 펼쳤고, '작가주의(auteurisme)'를 주창하였다.(앙드레 바쟁의 리얼리즘은 몽타주와 대치하고 있다고 받아들여지기 쉬운데, 바쟁의 리얼리즘은 관계없는 이미지의 배열을 부정적으로 바라본것일 뿐이며, 관계있는 이미지의 배열에 대해서는 부정적으로 바라보지 않았다고 보는 시각도 존재한다)

## 대중문화에서의 모습
- 프랑수아 트뤼포는 《400번의 구타》 촬영 시작 다음 날 사망한 바쟁에게 이 영화를 헌사하였다.